# Trönninge kyrka
Trönninge kyrka är en kyrkobyggnad som sedan 2013 tillhör Snöstorps församling (2006-2013 Eldsbergabygdens församling och tidigare Trönninge församling) i Göteborgs stift. Den ligger i kyrkbyn Trönninge i Halmstads kommun.

## Historia
Trönninge gamla kyrka kan ha varit från 1100-talet eller möjligen 1200-1400-talen. Omkring 1636 ersattes klockstapeln med att kyrkan förlängdes med ett klocktorn av trä. Ett nytt torn i sten byggdes 1794, vilket även innebar att kyrkorummet förlängdes ytterligare. Kyrkomålaren Peter Hallberg från Halmstad utförde målningar vid flera tillfällen i början av 1800-talet. Efter att den nya kyrkan invigts 1894 revs den medeltida kyrka 1895-1896. Halmstads konstmuseum införlivade de inventarier man önskade och återstoden såldes på auktion. En ruinkulle 50 meter nordväst om den nya kyrkan finns kvar.

## Kyrkobyggnad
Trönninge stenkyrka uppfördes 1893–1894 efter ritningar av arkitekt Sven Gratz i nygotisk stil. Den är murad med oputsad granit och tegel på insidan. Den har ett västtorn med en väldig spira som stöds av kraftiga strävpelare. Långhuset har fyra stora, spetsbågiga fönster med karmar profilerade i ljust tegel. På altaret placerades, under ett kors, ett i nygotisk stil byggt skåp med kopia av Thorvaldsens Kristus. Även predikstol och dopfunt utfördes i nygotisk stil. Från den gamla kyrkan medfördes från början endast nattvardskärlen och mässhaken.
Vid en omfattande restaurering 1951, då man avsåg att åtgärda de fuktproblem som byggnadssättet medfört, återuppsattes altaruppsats, predikstol och triumfkrucifix från den gamla kyrkan. De hade då under femtiofem år förvarats på Hallands konstmuseum. I koret fanns ursprungligen tre tättsittande fönster. De murades dock igen vid restaureringen.

## Inventarier
- Altaruppsatsen med akantusblad, snidad 1701 av bildhuggaren Gustaf Kihlman.
- Predikstol i ren renässans, signerad 1598 av Holger målare.
- En dopfunt i medeltida utformning, huggen 1952 i kalksten från Ignaberga av bildhuggaren Christoph Keppner.
- Nattvardskärl med tillbehör från 1500-talet.
- År 1953 uppsattes på altarringen tre målningar av Erik Olson.
- Över dopaltaret hänger ett triumfkrucifix från 1400-talet.
- Kyrkklockor från 1831 och 1894.

### Orgel
- År 1854 byggde Johan Niklas Söderling en orgel med fyra stämmor. Den ersattes 1894 av ett nytt instrument med fjorton stämmor tillverkat av Salomon Molander & Co. Bakom dess fasad tillkom 1956 en elektropneumatisk orgel med 21 stämmor, tillverkad av A. Magnusson Orgelbyggeri AB, där dock ett omfattande pipmaterial från den tidigare bibehölls.[1] Orgeln har fria kombinationer och registersvällare.

| Manual I        | Manual II           | Pedal            | Koppel |
| Principal 8´    | Rörflöjt 8´         | Subbas 16´       | I/P    |
| Gedackt 8´      | Vox retusa 8´       | Violonbas 16´    | II/P   |
| Gamba 8´        | Salicional 8´       | Principal 8´     | II/I   |
| Oktava 4'       | Flûte octaviante 4' | Gedacktpommer 4' |        |
| Hålflöjt 4'     | Gemshorn 4'         | Trumpet 8'       |        |
| Kvinta 2 2/3'   | Kvinta 2 2/3'       |                  |        |
| Oktava 2'       | Blockflöjt 2'       |                  |        |
| Mixtur 3-4 chor | Sifflöjt 1'         |                  |        |